# Zonitis bizonata
Zonitis bizonata es una especie de coleóptero de la familia Meloidae.

## Distribución geográfica
Habita en Australia.